# Coreura fida
Coreura fida là một loài bướm đêm thuộc phân họ Arctiinae, họ Erebidae.